# Gemma Gibbons
Gemma Jeanette Gibbons (ur. 6 stycznia 1987 w Londynie) – brytyjska judoczka, wicemistrzyni olimpijska. 
Startuje w kategorii wagowej do 78 kg. Zdobywczyni srebrnego medalu igrzysk olimpijskich w Londynie w 2012 roku. W finałowym pojedynku przegrała z reprezentantką USA Kaylą Harrison.